# Куликов, Валерий Владимирович
Валерий Владимирович Куликов (род. 1 сентября 1956, Запорожье, УССР, СССР) — российский политический деятель. Сенатор Российской Федерации от исполнительной власти Севастополя с 19 сентября 2017 по сентябрь 2020 года.

## Биография
Родился 1 сентября 1956 года в Запорожье, в 1974 году начал действительную военную службу в пограничных войсках, в 1980 году окончил Черноморское высшее военно-морское ордена Красной Звезды училище имени П. С. Нахимова и получил направление на Черноморский флот. В 1994 году окончил Военно-морскую академию имени Н. Г. Кузнецова.
Занимал должности командира батареи на сторожевом корабле «Пылкий», командира ракетно-артиллерийской боевой части на сторожевых кораблях «Пылкий», «Разительный», «Ладный», старшего помощника командира сторожевого корабля «Беззаветный» и ракетного крейсера «Слава», командира ракетных крейсеров «Адмирал Головко» и «Москва», командира бригады десантных кораблей, начальника управления боевой подготовки Черноморского флота (в 2006 году), возглавлял управление боевой подготовки Балтийского флота. Контр-адмирал (15.12.2006).
С февраля 2010 года временно исполнял обязанности командующего Каспийской флотилией, 29 сентября 2010 года новым командующим назначен контр-адмирал Алекминский.
С сентября 2010 года — начальник управления боевой подготовки Военно-морского флота Российской Федерации.
В 2013 году в звании контр-адмирала указом президента В. В. Путина назначен заместителем командующего Черноморским флотом.
Указом президента Российской Федерации от 5 мая 2014 года № 302 В. В. Куликову присвоено воинское звание вице-адмирала.
19 сентября 2017 года указом губернатора Севастополя Д. В. Овсянникова наделён полномочиями члена Совета Федерации — представителя исполнительного органа государственной власти Севастополя.
26 сентября 2017 года указом президента освобождён от должности заместителя командующего Черноморским флотом и в звании вице-адмирала уволен с военной службы.
13 сентября 2020 года в качестве кандидата от «Единой России» победил с результатом 43,35 % на довыборах в Законодательное собрание Севастополя по округу № 2, остававшемуся вакантным несколько месяцев после утверждения Екатерины Алтабаевой представителем Заксобрания в Совете Федерации.

## Государственные награды
- Орден «За службу Родине в Вооружённых Силах СССР» III степени (1989 год)
- Орден «За военные заслуги» (1998 год)
- Медаль ордена «За заслуги перед Отечеством» II степени (2014 год)